# Thecla pisidula
Thecla pisidula är en fjärilsart som beskrevs av Druce 1907. Thecla pisidula ingår i släktet Thecla och familjen juvelvingar. Inga underarter finns listade i Catalogue of Life.